# Себастьян Коріс
Себастьян «Себас» Коріс Корденьоса (*31 травня 1993, Тосса-де-Мар, Іспанія) — іспанський футболіст, нападник футбольної команди «Жирона» з однойменного міста.

## Життєпис
Народився 31 травня 1993 року в місті Тосса-де-Мар, провінція Жирона. Вихованець місцевої школи ногом'яча. Свій перший професійний сезон провів за резервну команду «ФК Жирона Б». 17 грудня 2013 вперше вийшов як гравець основного складу у грі за Кубок Іспанії в якому команда Себаса програла «Ґетафе» з рахунком 4-1.
14 серпня 2014 уклав угоду з командою до 2016 року.